# Austin O'Brien
Austin Taylor O'Brien (Eugene, 11 maggio 1981) è un attore statunitense.

## Biografia
Austin ha un fratello minore, Trever, anche lui attore e una sorella, Amanda. Lanciato in giovane età grazie al ruolo di "aiutante" di Arnold Schwarzenegger nel film Last Action Hero - L'ultimo grande eroe (1993), Austin O'Brien ha poi recitato in diversi film quali Il mio primo bacio.

## Vita privata
È sposato dal 2006 con Kristin Wurgler da cui ha avuto un figlio, Declan, nato nel 2013.

## Filmografia

### Cinema
- Il tagliaerbe (The Lawnmower Man) - 1992
- Last Action Hero - L'ultimo grande eroe (Last Action Hero) - 1993
- Prehysteria! Arrivano i Dinosauri (Prehysteria!) - 1993
- Il mio primo bacio (My Girl 2), regia di Howard Zieff (1994)
- Apollo 13 - 1995
- Il club delle baby sitter (The Baby-Sitters Club) - 1995
- Il tagliaerbe 2 (Lawnmower Man 2: Beyond Cyberspace) - 1996
- Only Once - 1998
- Runaways - 2004
- A Christmas Too Many - 2007

### Televisione
- E.R. - Medici in prima linea (ER), episodio "Il nonno baby-sitter" ("The Secret Sharer") - 1995 (è Kyle Kaslaw)
- Il tocco di un angelo (Touched by an Angel), episodi: "?" ("Promised Land") (1996); "?" ("Amazing Grace: Part 1") (1997); "?" ("Amazing Grace: Part 2") (1997); "?" ("Vengeance Is Mine: Part 1") (1998)
- Terra promessa (Promised Land) (1996-1999)

## Doppiatori italiani
Nelle versioni in italiano delle opere in cui ha recitato, Austin O'Brien è stato doppiato da:
- Simone Crisari in Last Action Hero - L'ultimo grande eroe, Il mio primo bacio
- Myriam Catania ne Il tagliaerbe
- Francesco Pezzulli ne Il club delle baby sitter
- Marco Vivio in Terra promessa
- Davide Lepore ne Il tagliaerbe 2 - The Cyberspace